# Santa Cruz del Valle
Santa Cruz del Valle község Spanyolországban, Ávila tartományban. Santa Cruz del Valle Mombeltrán, Arenas de San Pedro, Lanzahíta és San Esteban del Valle községekkel határos. Lakosainak száma 304 fő (2024).

## Népesség
A település népessége az utóbbi években az alábbiak szerint változott:
| Lakosok száma | 592  | 511  | 534  | 480  | 444  | 414  | 379  | 341  | 324  | 304  |
|               | 2001 | 2004 | 2006 | 2009 | 2011 | 2014 | 2016 | 2019 | 2021 | 2024 |